# Lengyelország repülőtereinek listája

Lengyelország nemzetközi repülőtereinek listája, városok szerinti sorrendben.
| Város        | Elhelyezkedés | Vajdaságok          | IATA | ICAO | Repülőtér neve                            | Hivatalos honlap                                                                         |
| ------------ | ------------- | ------------------- | ---- | ---- | ----------------------------------------- | ---------------------------------------------------------------------------------------- |
| Bydgoszcz    | Szwederowo    | Kujávia-pomerániai  | BZG  | EPBY | Bydgoszcz Ignacy Jan Paderewski repülőtér | www.plb.pl                                                                               |
| Gdańsk       | Rębiechowo    | Pomerániai          | GDN  | EPGD | Gdańsk Lech Wałęsa repülőtér              | www.airport.gdansk.pl                                                                    |
| Gdynia       | Kosakowo      | Pomerániai          | QYD  | EPOK | Gdyniai repülőtér                         | www.airport.gdynia.pl Archiválva 2012. április 11-i dátummal a Wayback Machine-ben       |
| Katowice     | Pyrzowice     | Sziléziai           | KTW  | EPKT | Katowicei repülőtér                       | www.katowice-airport.com                                                                 |
| Krakkó       | Balice        | Kis-lengyelországi  | KRK  | EPKK | Krakkó II. János Pál repülőtér            | www.krakowairport.pl                                                                     |
| Lublin       | Świdnik       | Lublini             | LUZ  | EPSW | Lublini repülőtér                         | www.airport.lublin.pl                                                                    |
| Łódź         | Lublinek      | Łódźi               | LCJ  | EPLL | Łódź Władysław Reymont repülőtér          | www.airport.lodz.pl Archiválva 2012. április 14-i dátummal a Wayback Machine-ben         |
| Poznań       | Ławica        | Nagy-lengyelországi | POZ  | EPPO | Poznań Henryk Wieniawski repülőtér        | www.airport-poznan.com.pl Archiválva 2008. augusztus 21-i dátummal a Wayback Machine-ben |
| Rzeszów      | Jasionka      | Kárpátaljai         | RZE  | EPRZ | Rzeszówi repülőtér                        | www.rzeszowairport.pl                                                                    |
| Szczecin     | Goleniów      | Nyugat-pomerániai   | SZZ  | EPSC | Szczecin „Szolidaritás” repülőtér         | www.airport.com.pl                                                                       |
| Varsó        | Modlin        | Mazóviai            | WMI  | EPMO | Varsó-Modlin Mazóviai repülőtér           | www.modlinairport.pl                                                                     |
| Varsó        | Okęcie        | Mazóviai            | WAW  | EPWA | Varsó-Chopin repülőtér                    | www.lotnisko-chopina.pl                                                                  |
| Wrocław      | Strachowice   | Alsó-sziléziai      | WRO  | EPWR | Wrocław Nikolausz Kopernikusz repülőtér   | www.airport.wroclaw.pl                                                                   |
| Zielona Góra | Babimost      | Lubusi              | IEG  | EPZG | Zielona Góra repülőtér                    | www.lotnisko.lubuskie.pl Archiválva 2012. március 29-i dátummal a Wayback Machine-ben    |